# Ekhós szekér

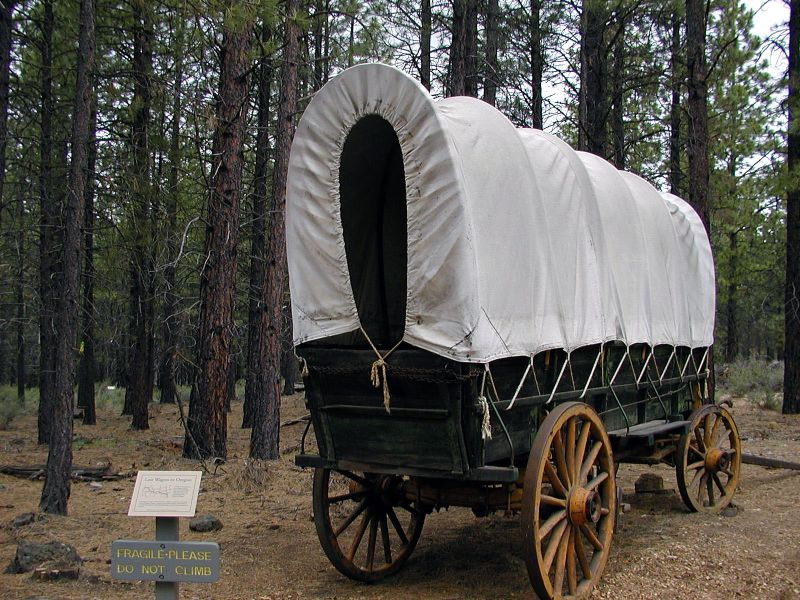
Egy fedett szekér másolata a High Desert Museumban, az oregonbeli Bendben

Az ekhós szekér, fedett szekér vagy prérikocsi, amelyet történelmileg ambulance, whitetop vagy prériszkúner néven is neveztek, egy általában fából és vászonból készült jármű volt, amelyet a 19. századi Amerikában használtak szállításra. A korabeli utazások során kiemelkedő szerepet játszott a közlekedés során. A gyarmati Kelet durva, kiépítetlen útjaira és ösvényeire kifejlesztett nehéz Conestoga szekérben gyökerező fedett szekér az amerikai népvándorlással terjedt el nyugatra. A Conestoga szekér túl nehéz volt a nyugati terjeszkedéshez, ezért született meg annak könnyebb változata. A tipikus mezőgazdasági szekereket használták a nyugati terjeszkedéshez fedett formában, és olyan útvonalakon közlekedtek, mint a Nagy Szekérút, a Mormon ösvény, a Santa Fe és az Oregon-ösvény. A fedett szekerek egyre nyugatabbra szállították a telepeseket, akik földet, aranyat és új jövőt kerestek.
A 20. század folyamán a fedett szekér az amerikai nyugat jelképe lett.

## Története

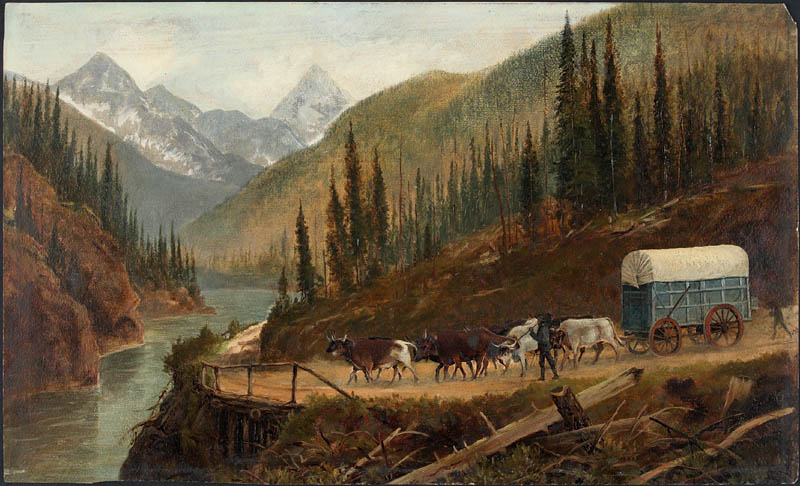
Egy prériszkúner a Cariboo Roadon vagy a Rogers Pass közelében, Selkirk-hegység, 1887 körül, Edward Roper (1833-1909)

Miután áttörték az Appalache-hegységet, a hegység és a Mississippi folyó közötti mérsékelt terep és termékeny földterület gyorsan benépesült. A tizenkilencedik század közepén amerikaiak ezrei szelték át a legkülönfélébb farmszekerekkel a Nagy-síkságot a Középnyugat fejlett részeiről kiindulva olyan nyugati helyekre, mint Kalifornia, Oregon, Utah, Colorado és Montana államok. A szárazföldi vándorok jellemzően mindegyik robusztus szekeret több fa- vagy fémívvel szereltek fel, amelyek magasan a szekér fölé íveltek. Ezek fölé vásznat vagy hasonló erős szövetet feszítettek, ami a fedett kocsi jellegzetes sziluettjét hozta létre.
A prériszkúner a fedett szekér fantázianeve, amely a széles fehér vászonborításukra utal, amelyet romantikusan egy tengeren átkelő hajó vitorláinak képzeltek el.
A Nyugat felé vándorló „szárazföldi utazók” számára a fedett szekerek gyakoribb közlekedési módot jelentettek, mint a taliga, a postakocsi vagy a vonat. A fedett szekerek vontatására leggyakrabban ökröket használtak, bár öszvéreket és lovakat is használtak. A kivándorlók számára írt útikönyvek szerzői megjegyezték, hogy az ökrök megbízhatóbbak, olcsóbbak és majdnem olyan gyorsak voltak, mint a többi lehetőség.

## Képgaléria

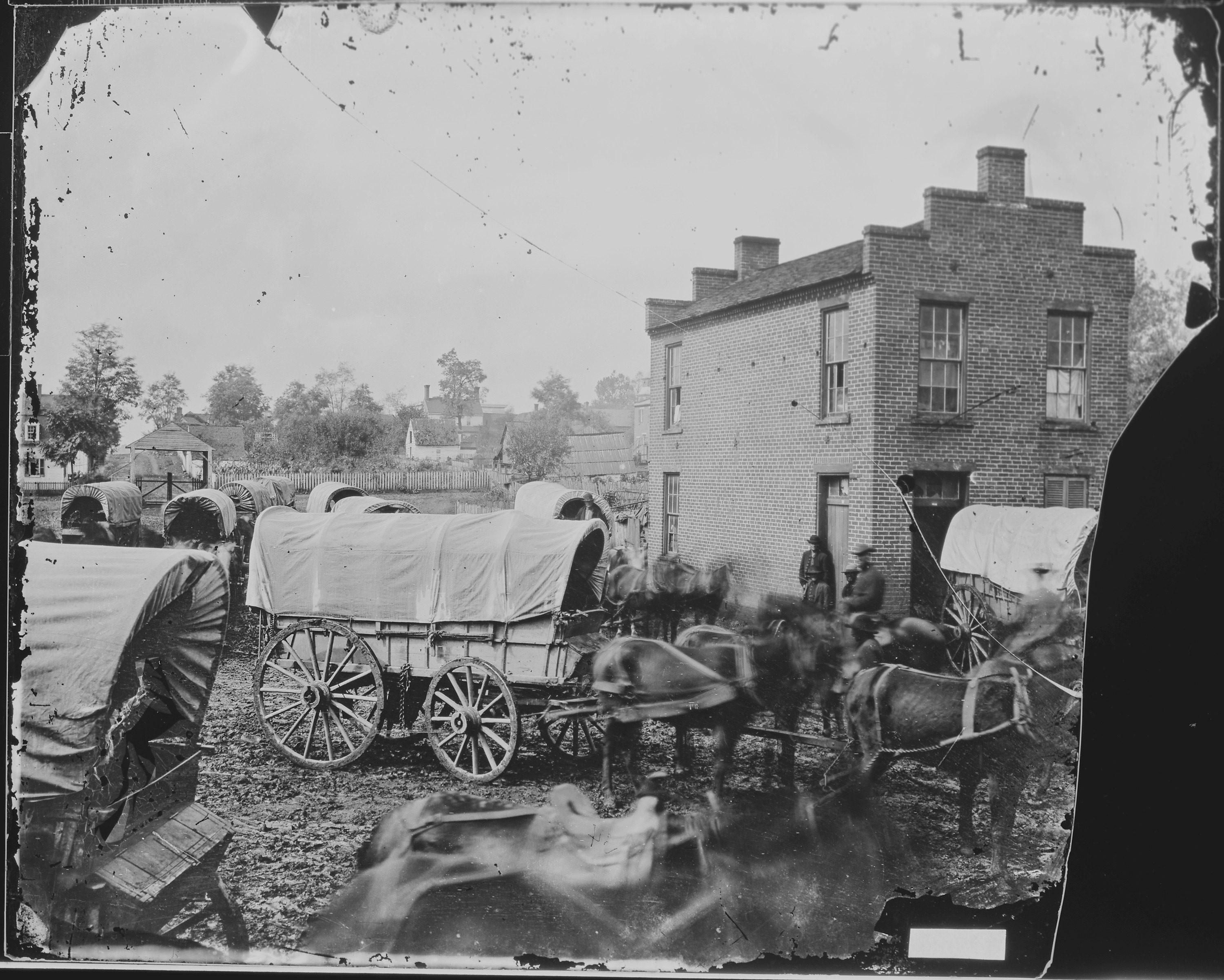
Fedett kocsik lovascsapatokkal kb. 1860–1865
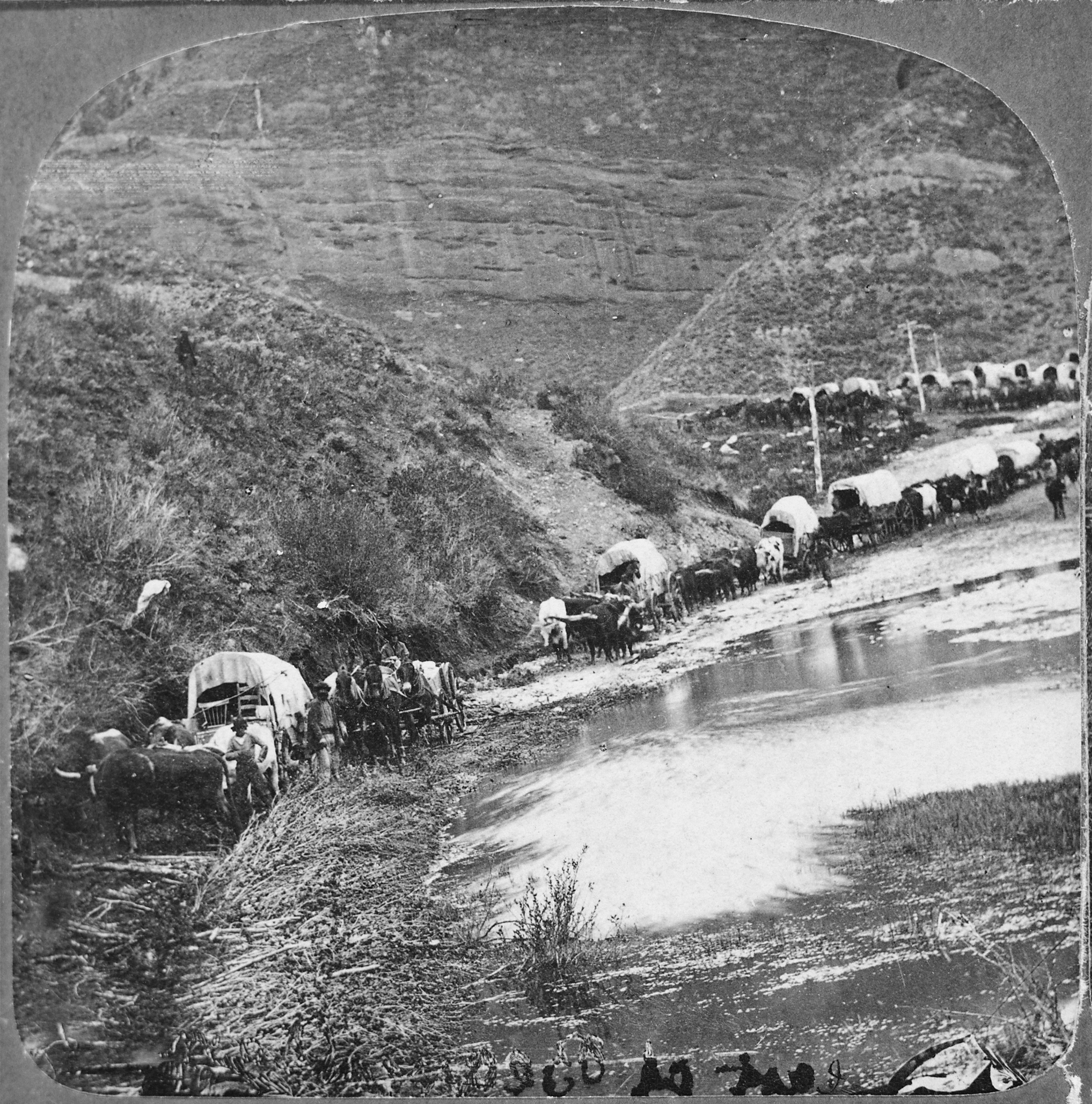
Fedett kocsik karavánja kb. 1879
Teherszállító szekerek Little Bighornnál kb. 1887
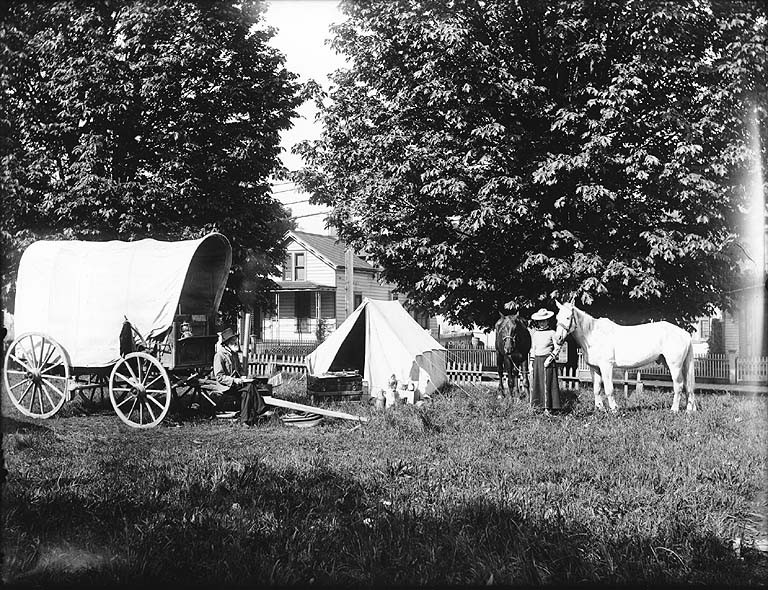
Ezra Meeker tábora fedett szekérrel, sátorral és lovakkal, Oregon, kb. 1913
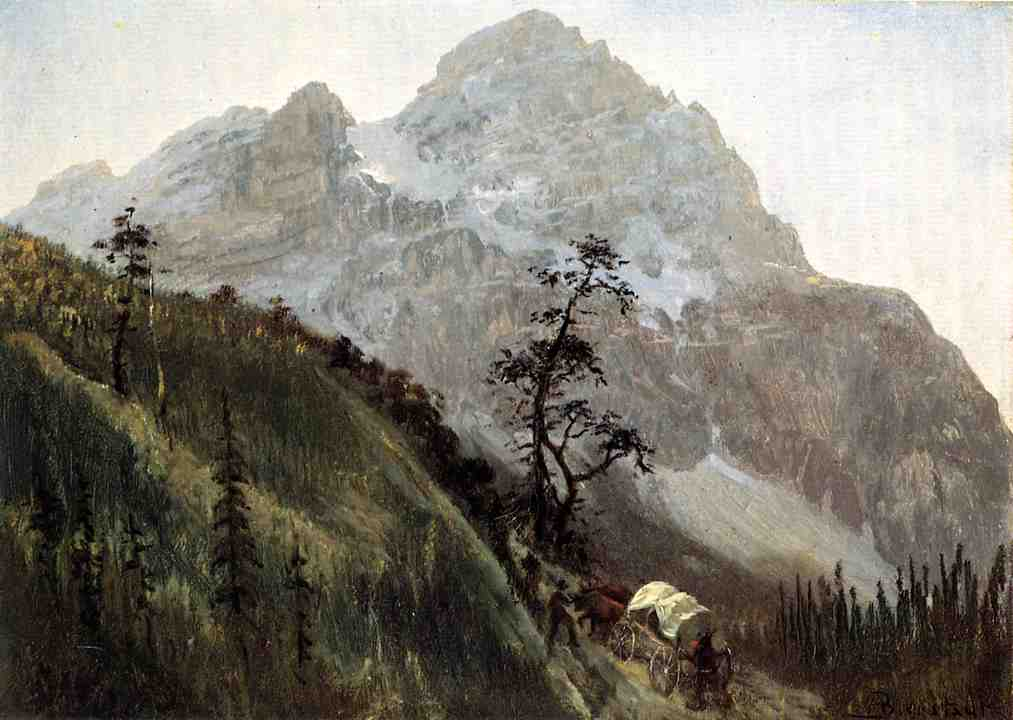
"Western Trail the Rockies" (Albert Bierstadt 1850)
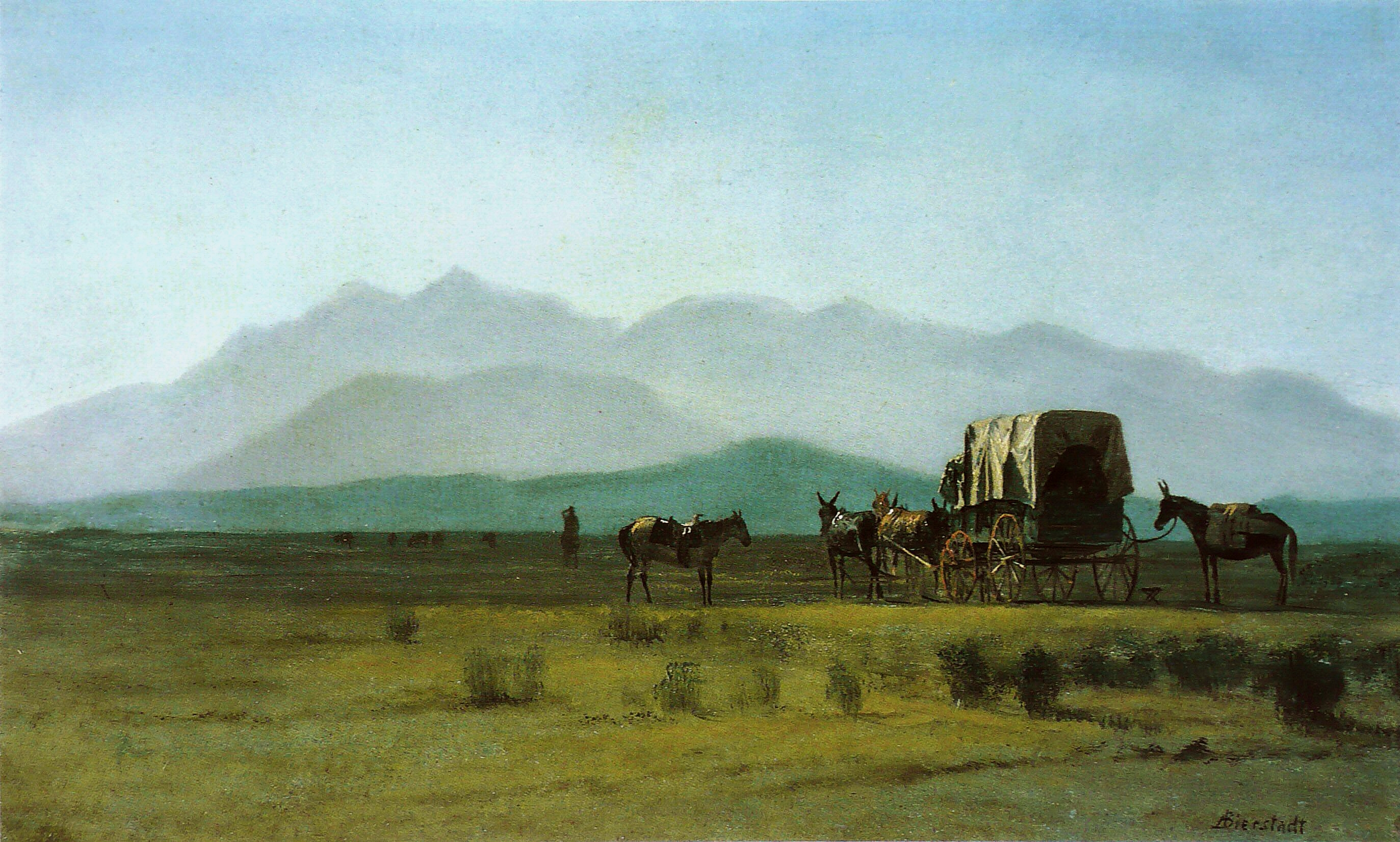
"Surveyor's Wagon in the Rockies" (Albert Bierstadt 1859)
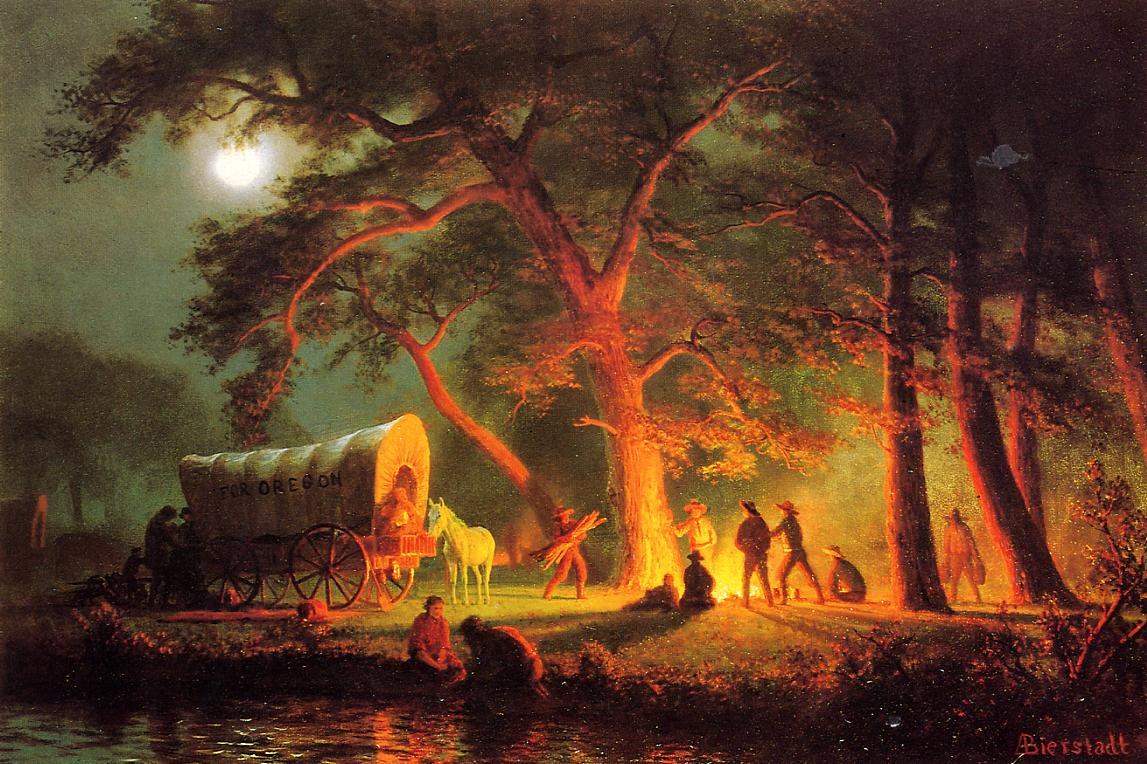
"Oregon Trail (Campfire)" (Albert Bierstadt 1863)
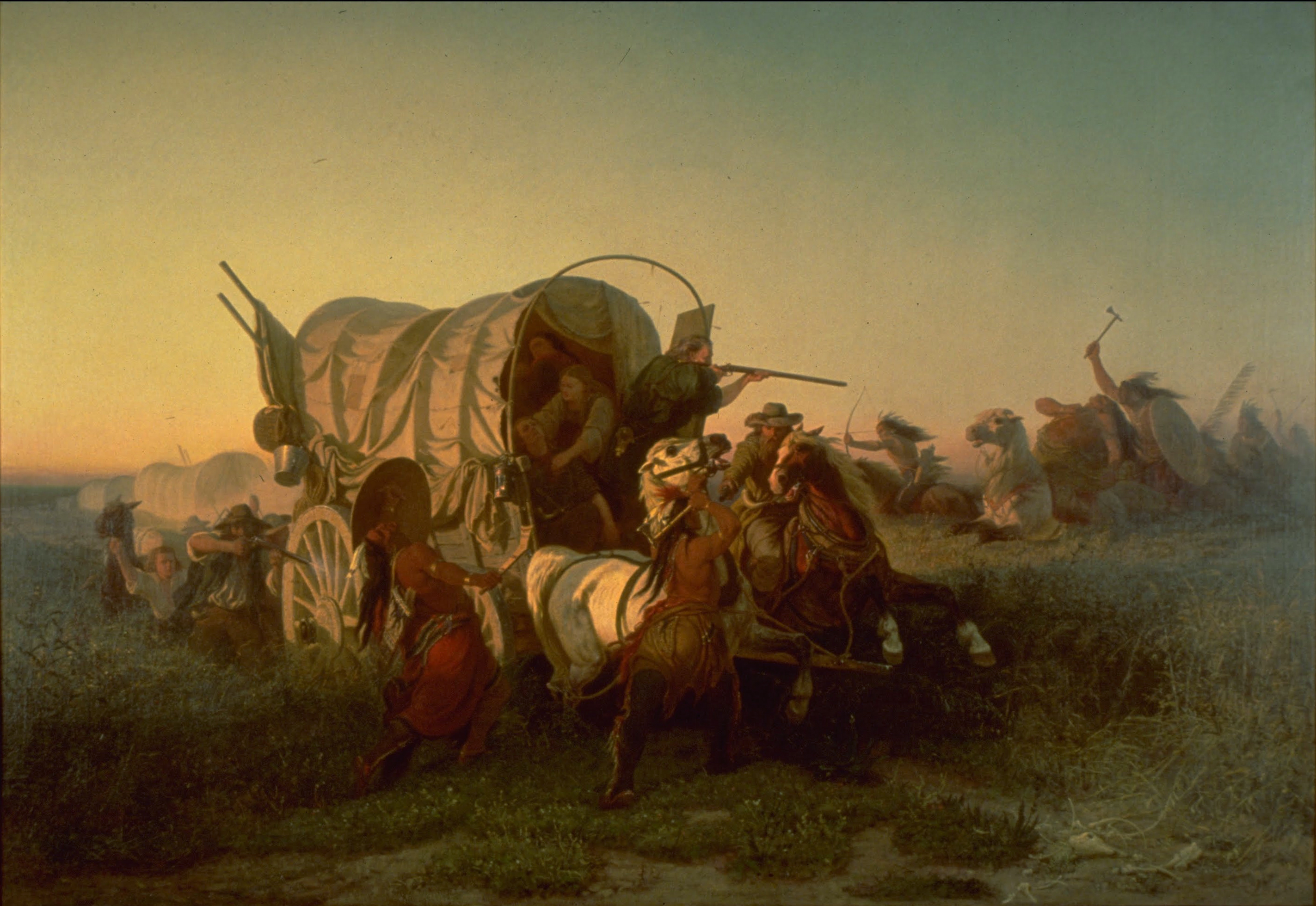
"The Attack on an Emigrant Train" (Charles Ferdinand Wimar 1856)
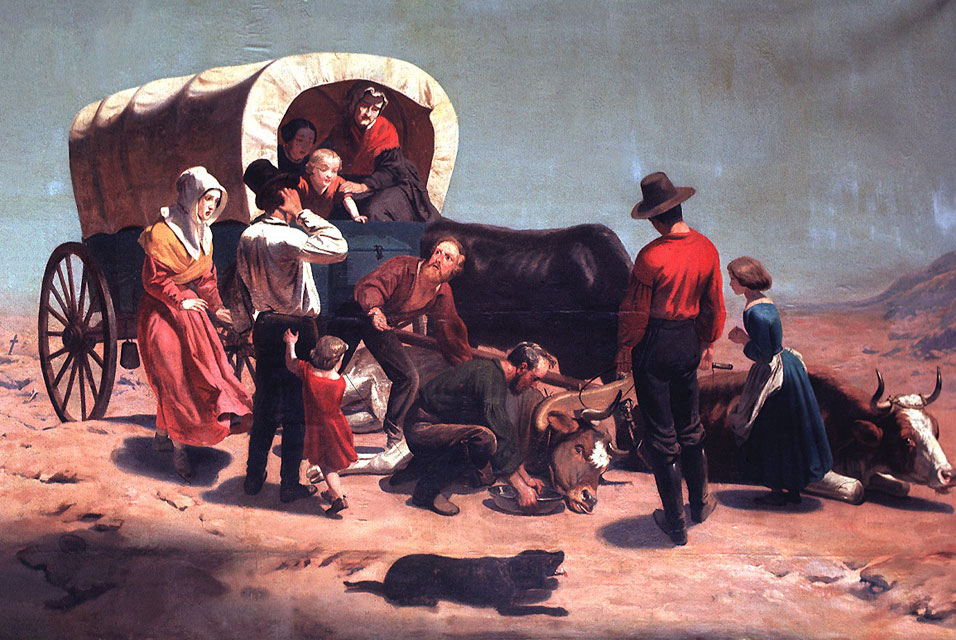
"Crossing the Plains" (Charles Christian Nahl 1856)
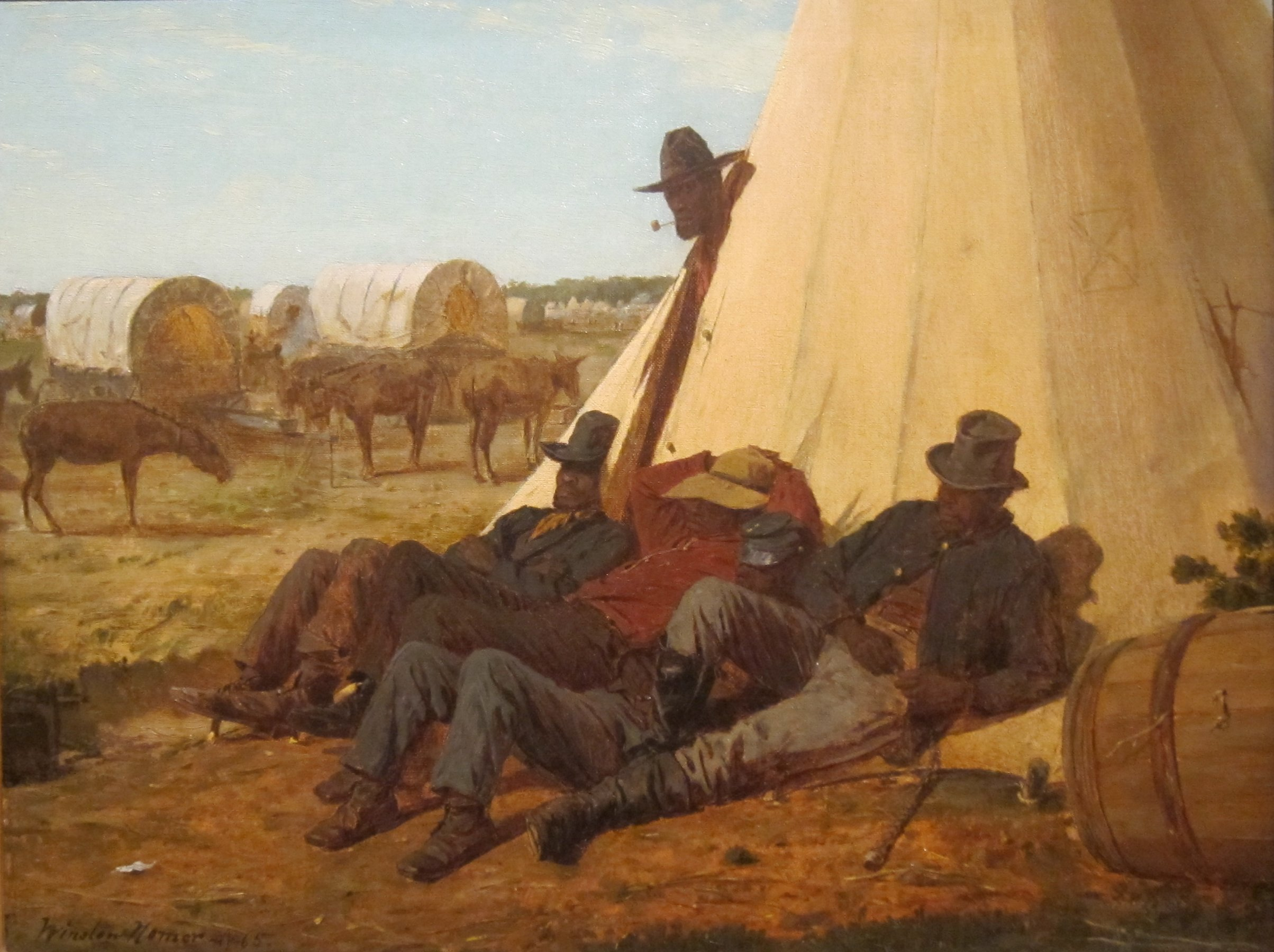
"The Bright Side" (Winslow Homer 1865)
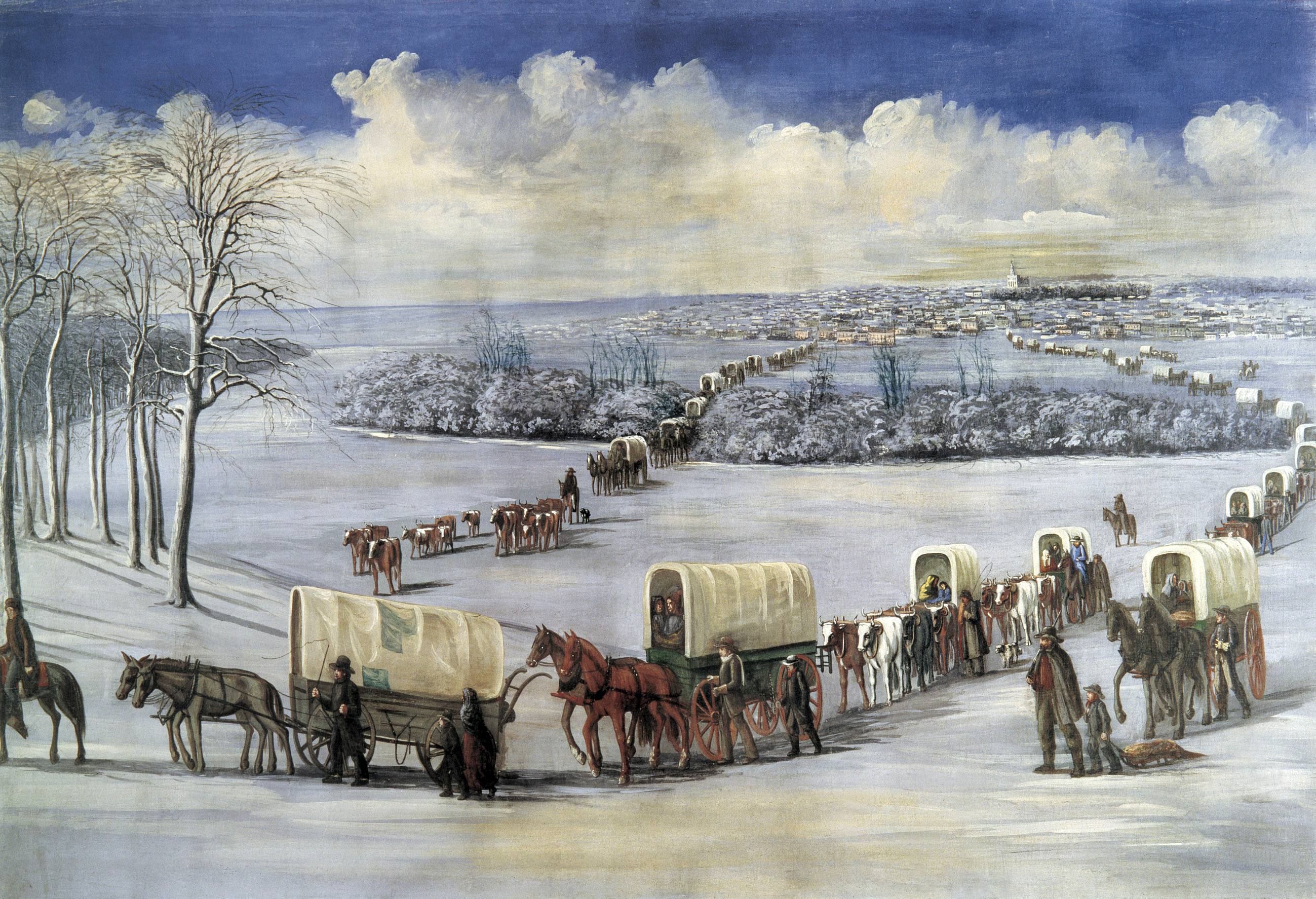
"Crossing the Mississippi on the Ice" (C. C. A. Christensen c. 1878)
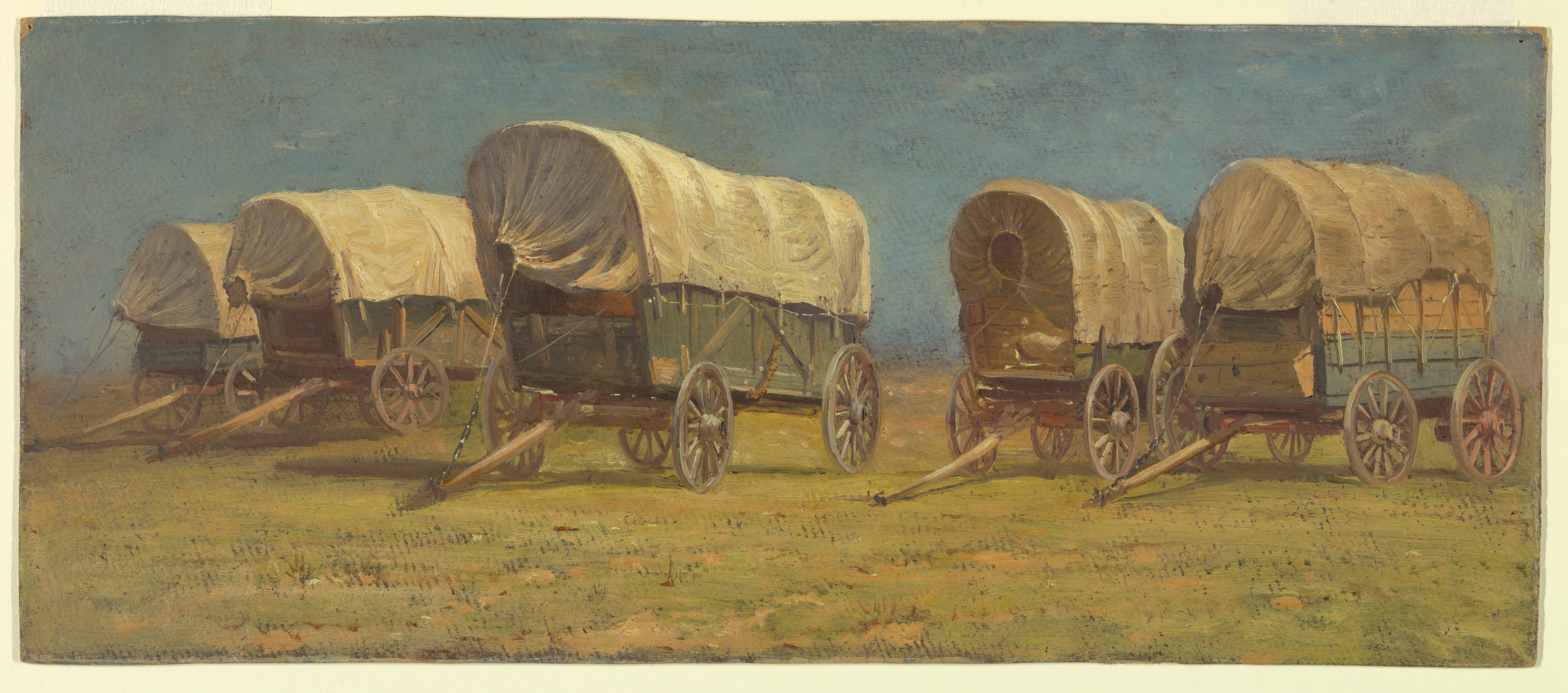
"Covered Wagons" (Samuel Colman c. 1871)
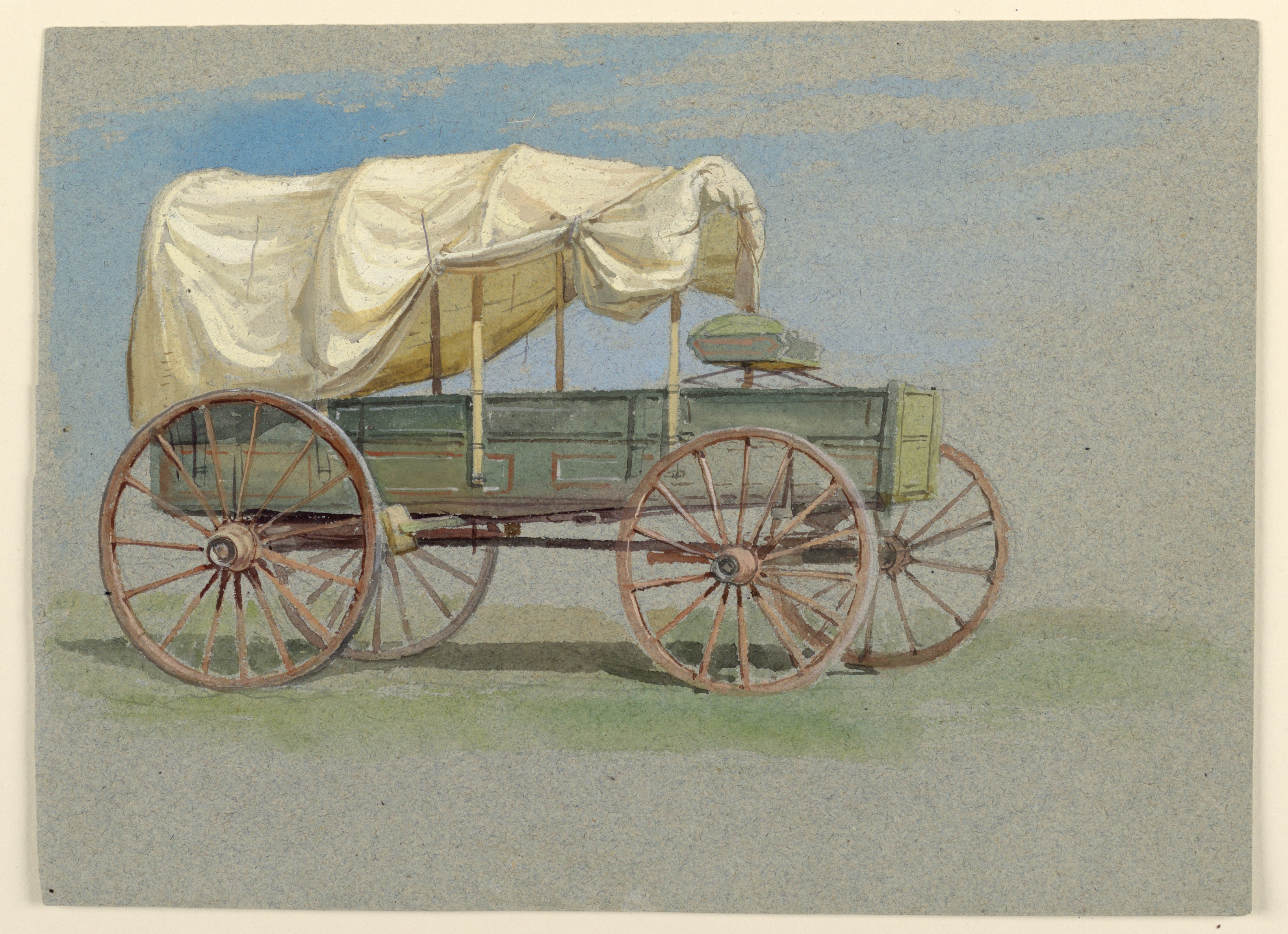
"A Covered Wagon" (Samuel Colman c. 1870–1880)
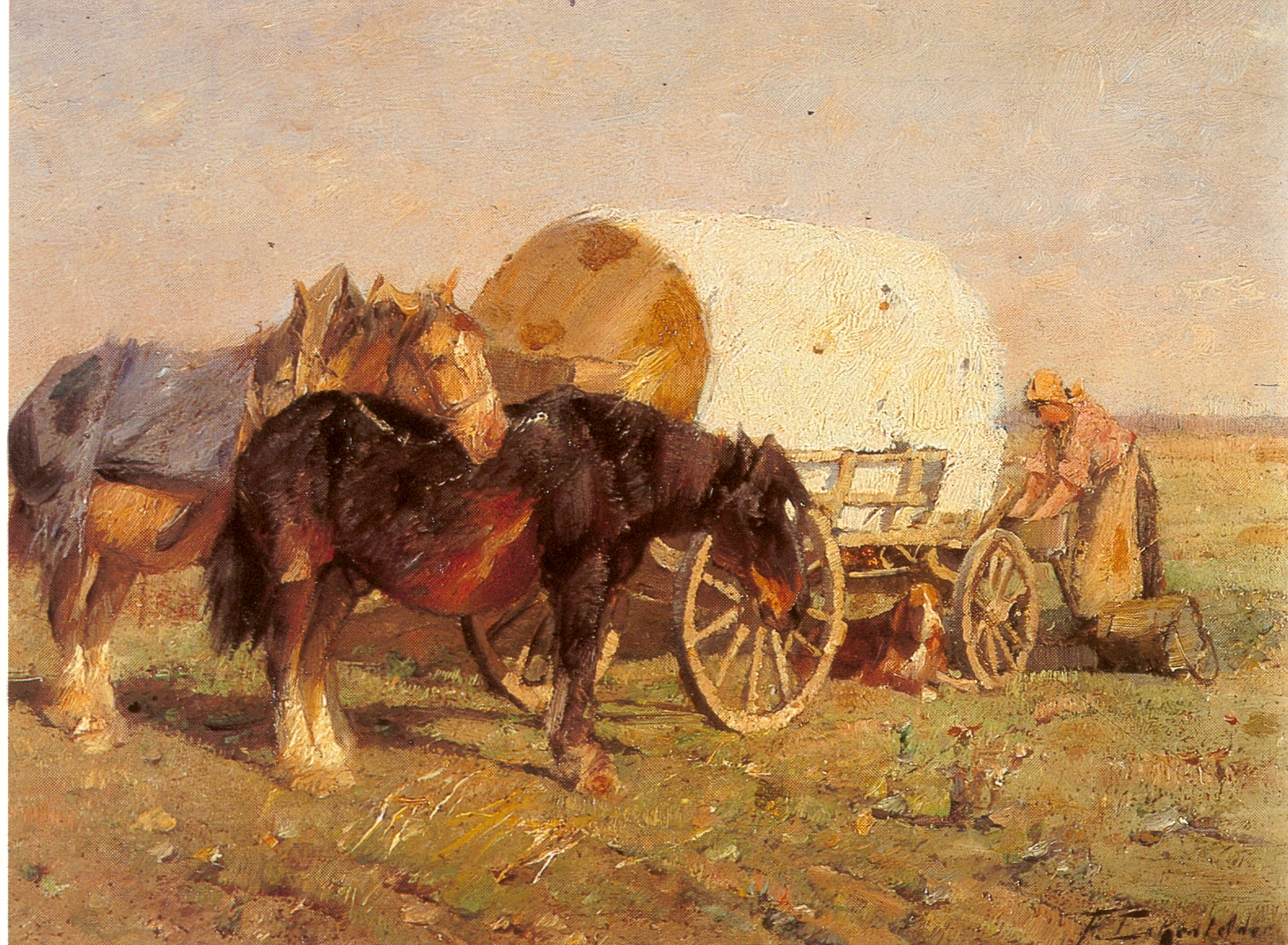
"Resting Horses with Covered Wagons" (Friedrich Eckenfelder 1900)
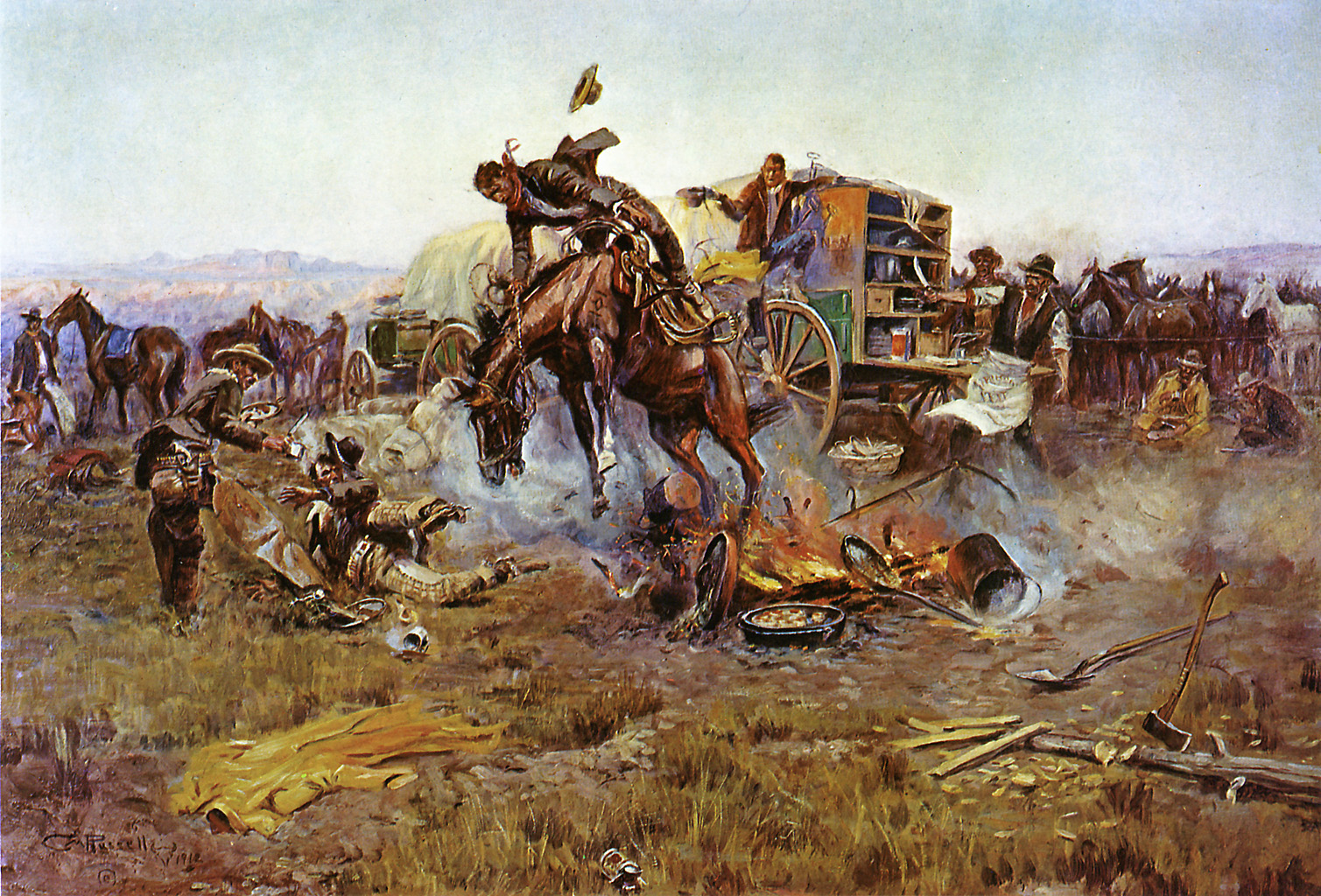
"Camp Cook's Troubles" (Charles Marion Russell 1912)
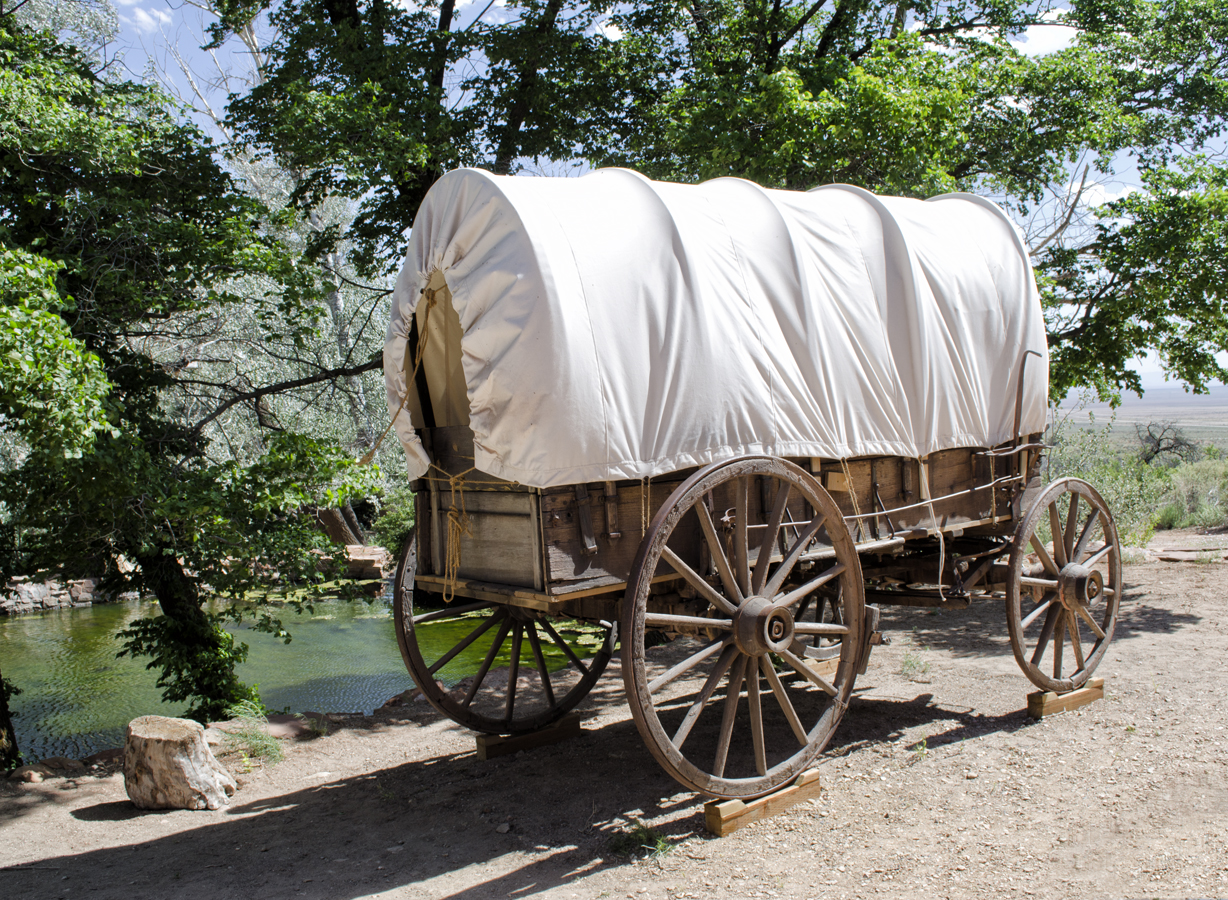
Fedett szekér Pipe Spring National Monument-nél
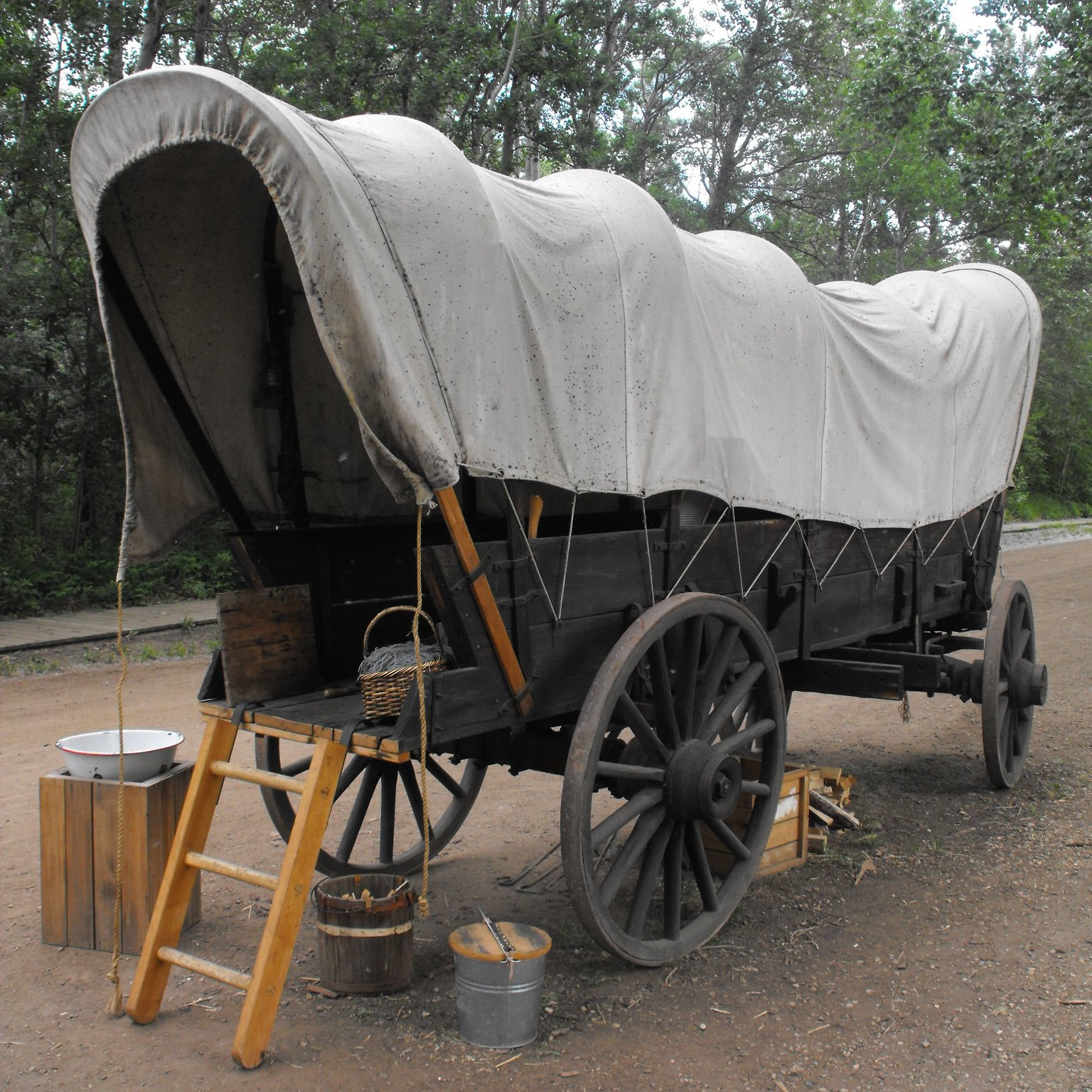
Keskeny fedett szekér, amilyet a telepesek használtak az Ontarioból Winnipegen keresztül Alberta felé tartó áruk és emberek szállítására, 1885 körül.
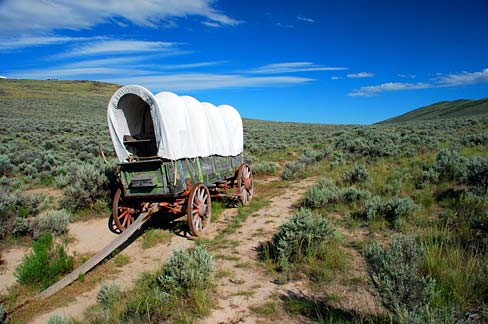
Fedett szekér az Oregon Trail egy maradványa mentén a Flagstaff Hill-i Nemzeti Történelmi Oregon Trail Értelmező Központban, Oregonban.
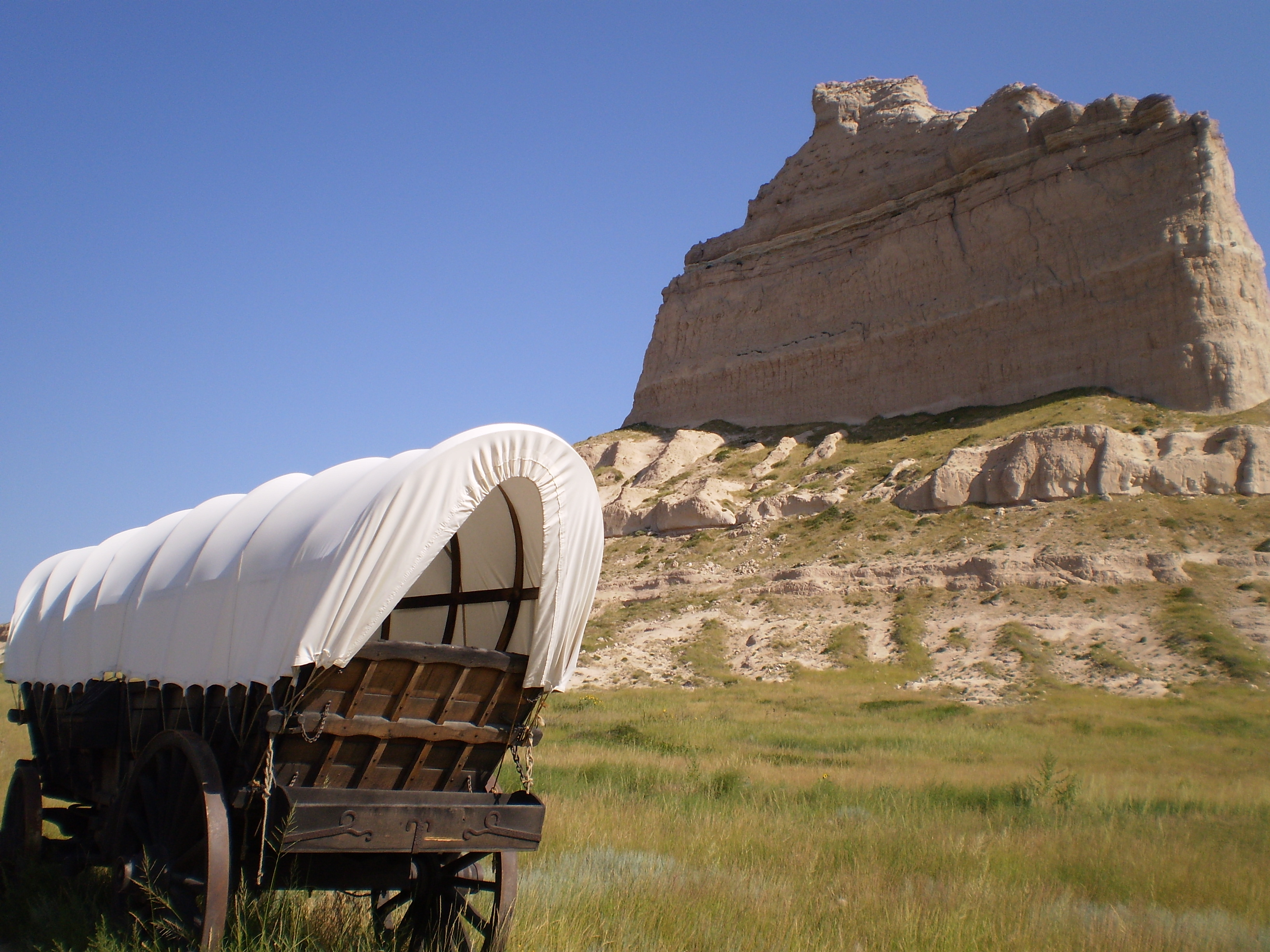
Fedett szekér az Oregon Trail-on Scotts Bluff National Monument-nél, Nebraska államban
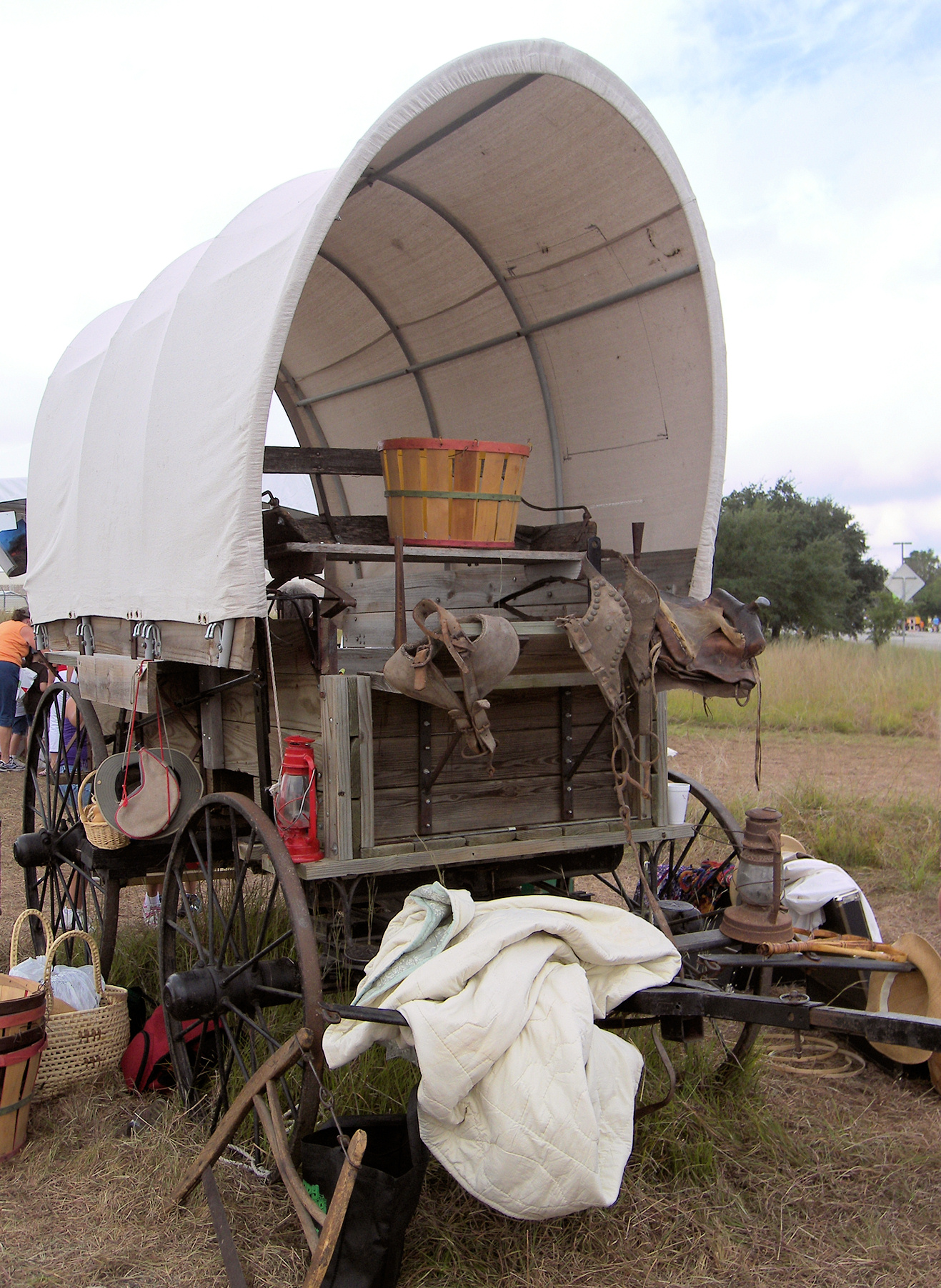
Fedett szekér kiállítása a Texas Parks and Wildlife Expo 2007 kiállításon Austinban, Texas államban
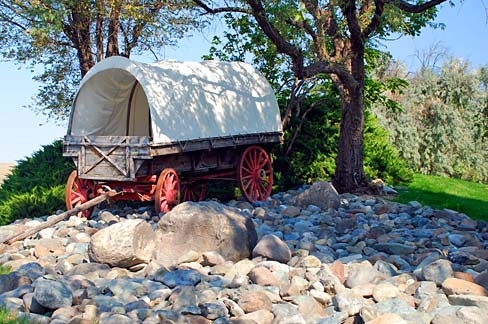
Fedett szekér a Farewell Bend State Parkban, Oregon államban
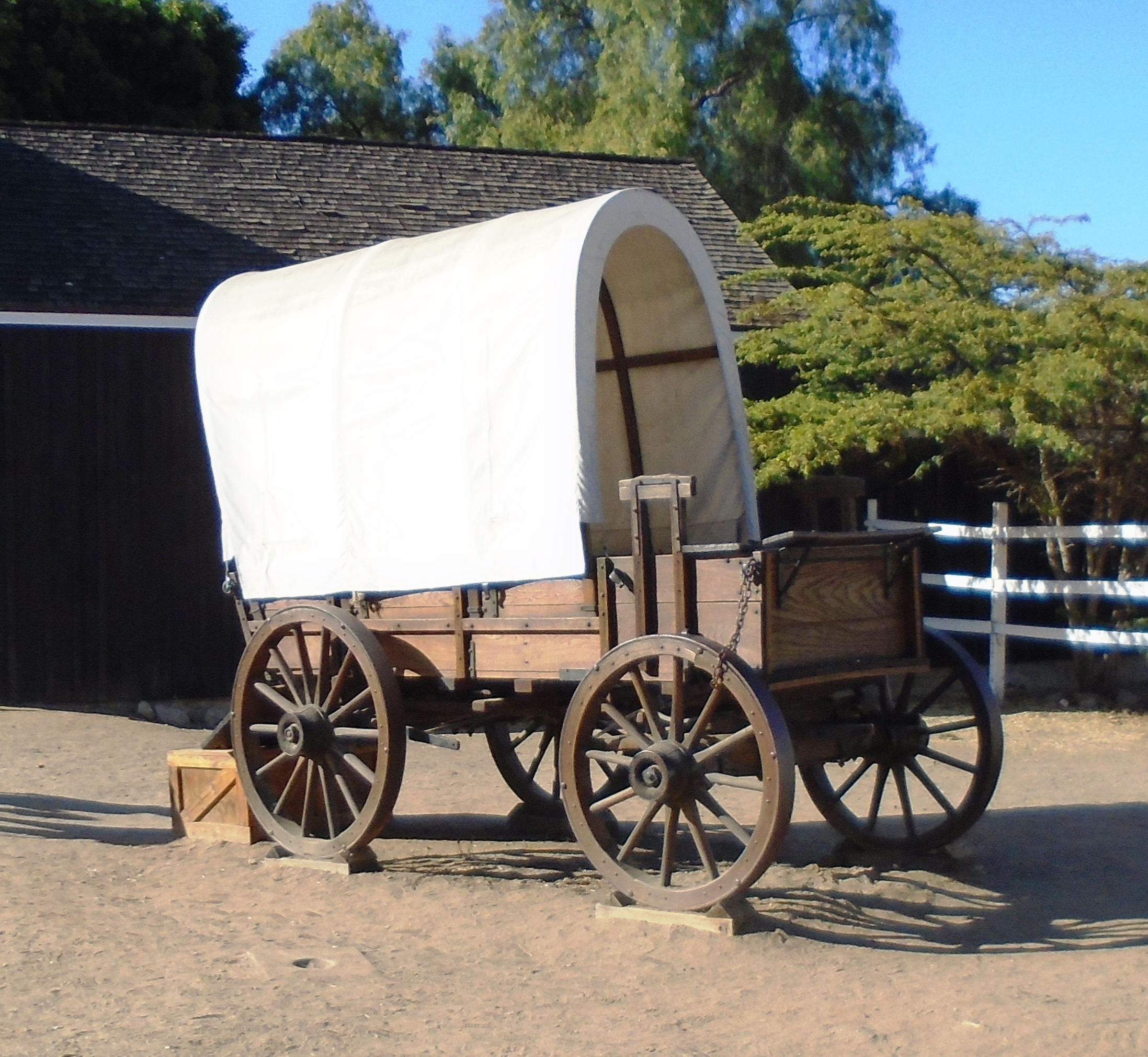
egy fedett szekér az Old Town San Diego State Historic Parkban, San Diego, Kalifornia.
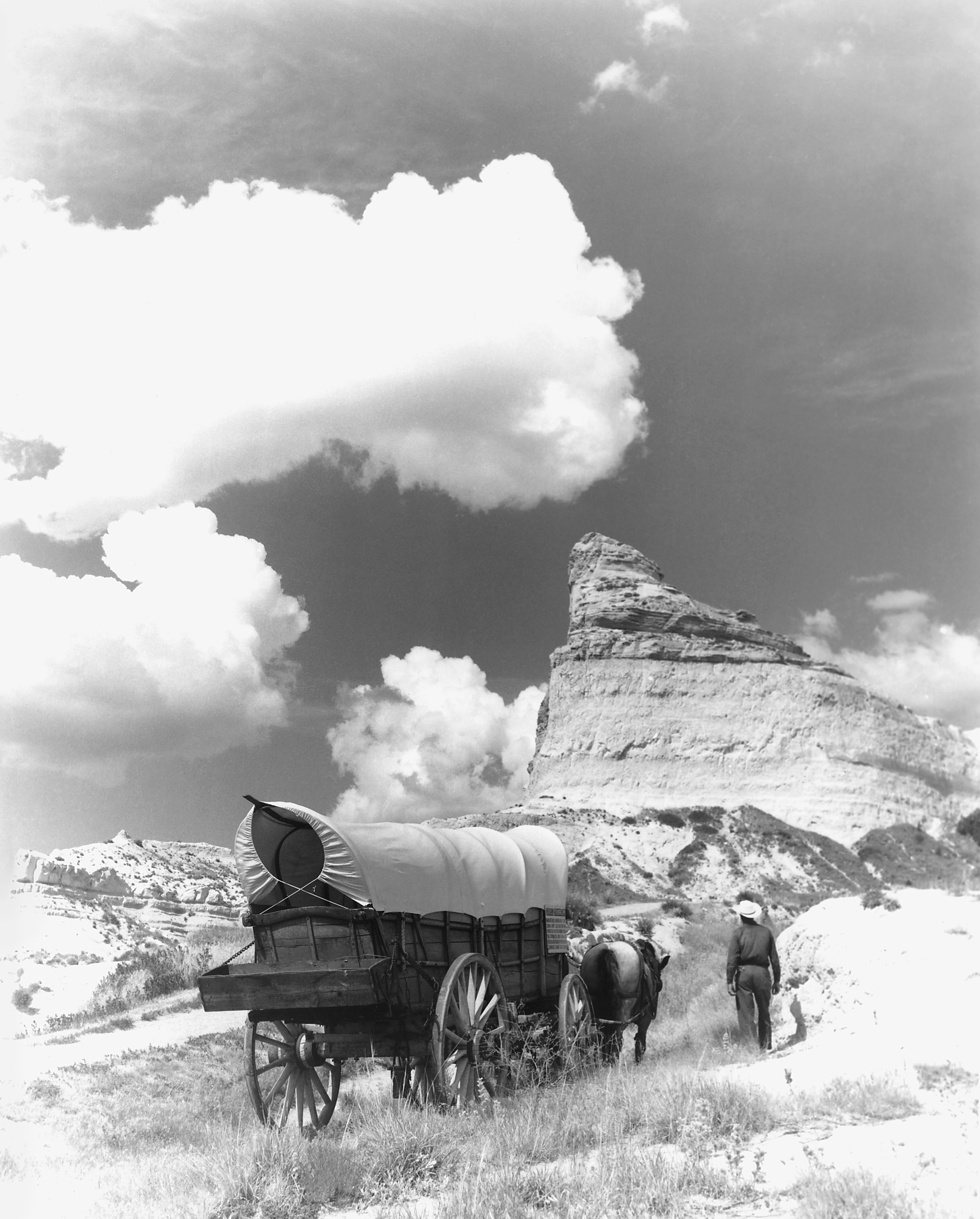
Egy felújított Conestoga szekér a Scotts Bluffs Nemzeti Emlékhelyen
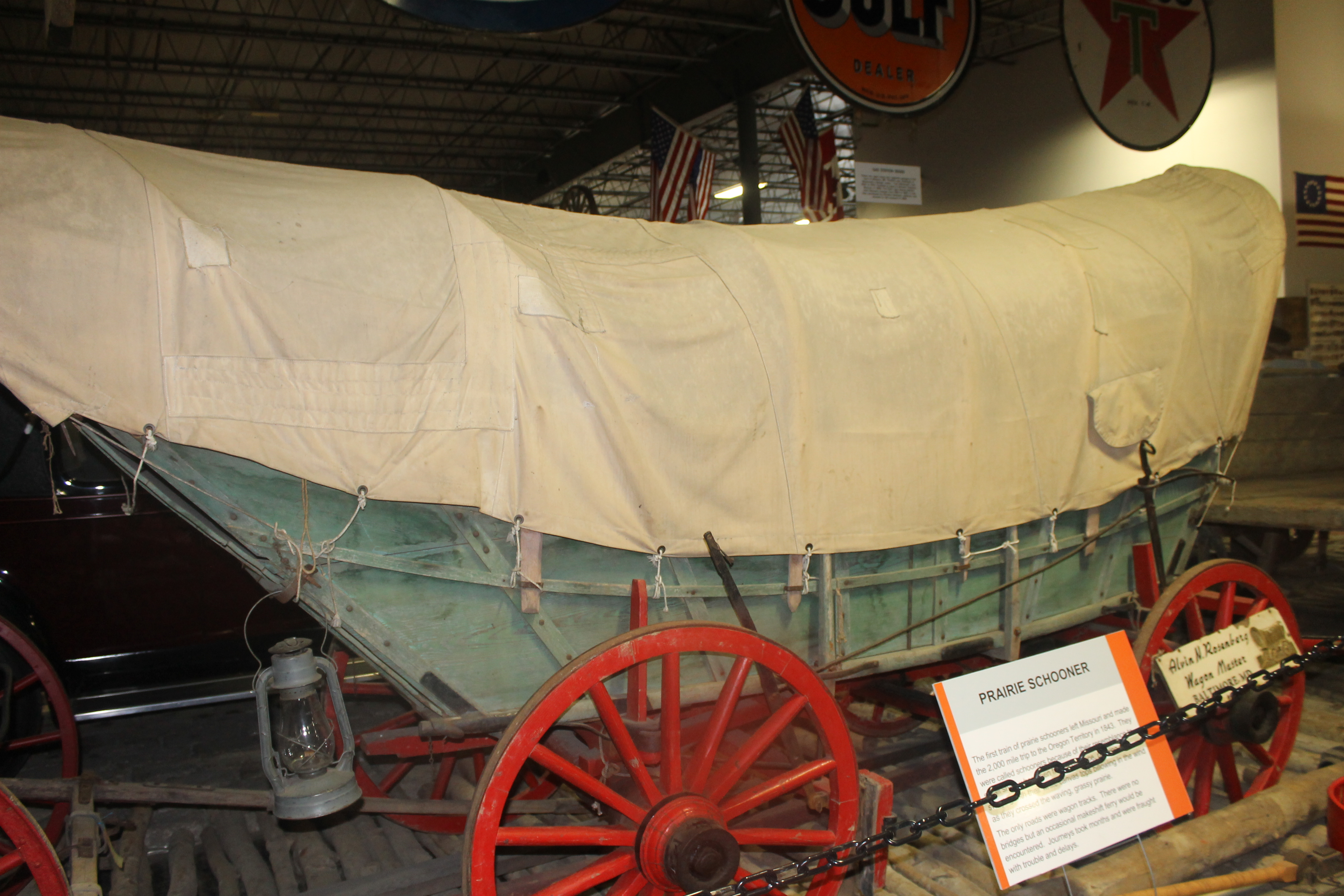
Egy Conestoga szekér a Maine állambeli Bangorban található Cole Land Transportation Museumban
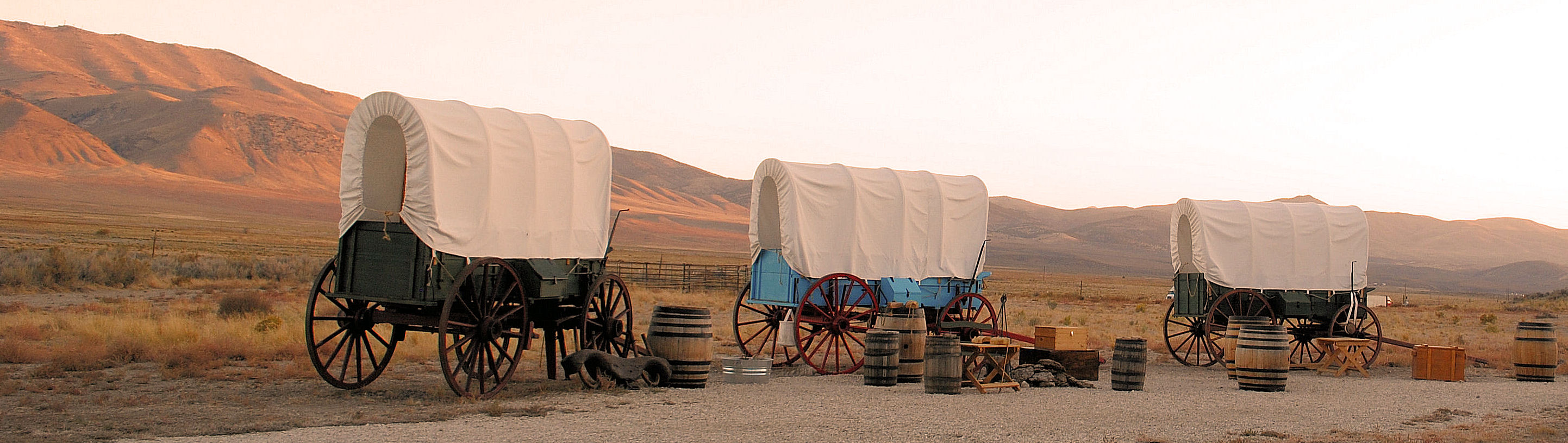
Fedett szekerek a California Interpretive Centerben Elko-ban, Nevada államban